# 신라의 인장
신라의 인장은 신라에서 사용되었던 인장(印章)을 가리킨다. 문무왕 때 관인을 주조하여 지방에 반포하였다는 기록이 있으며, 현재 여러 점의 유물이 남아있다. 

## 역사
《삼국사기》 제1권 신라본기 남해 차차웅조(南解 次次雄條)에서 19년(남해 차차웅 16년), 북명(北溟) 사람이 밭을 갈다가 예왕(濊王)의 인장을 찾아내어 남해 차차웅에게 바쳤다는 기록이 전해지며, 이를 통해 신라시대 초기부터 국새가 사용되었음을 알 수 있다. 또한 《삼국사기》 제7권 신라본기(新羅本紀) 문무대왕조(文武大王條)에 따르면 675년(문무대왕 15년), “동(銅)으로 백사(百司) 및 주군인(州郡印)을 주조하여 반포하였다”는 기록이 있어, 신라가 청동으로 중앙관청 및 지방관청 도장을 만들어서 업무에 사용했음을 알 수 있다.
이후 조선 말기의 문신 이유원이 쓴 임하필기(林下筆記) 1738년(조선 영조 14년)에 따르면, “강원감사가 오래된 인장을 올리면서 아뢰기를, '원주의 백성이 밭에서 고인(古印)을 발견했는데 인문(印文)에 동첨대종정사인(同簽大宗正事印)라 되어 있고, 뒷면에 천성(天成)이라 새겨져 있습니다.'라고 하였다. 천성은 곧 후당 명종의 연호로서 신라 경애왕 3년이다.”라고 하여, 신라 말기의 인장에 대한 기록도 남아 있다. 《삼국사기》와 《고려사》 등에 따르면 통일신라시대 관인은 국가가 주조한 것으로 보인다.
신라의 인장은 고구려나 백제에 비해 훨씬 많이 전해진다. 문자가 새겨진 도장, 문자가 아닌 문양으로 제작된 도장, 관직명이 적혀 있는 도장 등 다양한 종류의 유물이 출토되었다. 안압지에서 출토된 목인(木印)이나 석인(石印), 함안 성산산성, 이천 설봉산성 등에서 출토된 봉인(封印)은 당시 인장의 사용을 말해준다.

## 사례
신라시대 인장들의 예시는 다음과 같다. 아래 표에서 분류된 신라 인장들은 아직 정식 명칭이 없으며, 대부분 사각형의 방인(方引)이다. 
| 출토 위치                              | 재질   | 인면 크기(cm) | 특징 |
| -------------------------------------- | ------ | ------------- | --- |
| 경상북도 경주시 월성동 월성해자        | 석재   | 5.7 × 5.7     | 꽃잎 4장이 새겨짐                                                                                                |
| 경상북도 경주시 동천동 681-1 유적      | 엽납석 | 2.7 × 4.0     | 그림 판독 미해결                                                                                                 |
| 경기도 이천시 관고동 설봉산성          | 석재   | 3.6 × 3.1     | 신라의 봉인(封印), 1개의 굴곡된 선, 일정한 패턴 문양                                                             |
| 경기도 포천군 군내면 반월산성          | 석재   | 4.7 × 4.6     | 4개의 굴곡된 선을 상하좌우에 배치                                                                                |
| 경상북도 경주시 동천동 681-1 유적      | 엽납석 | 3.7 × 3.5     | 3개의 굴곡된 선                                                                                                  |
| 전라북도 익산시 금마면 기양리 미륵사지 | 석재   | 3.2 × 3.2     | ‘卍’ 모양에 선을 추가한 기하문(幾何文)                                                                           |
| 경상북도 경주시 황남동 376 유적        | 연납석 | 3.2 × 3.2     | 글자 판독 미해결                                                                                                 |
| 경상북도 경주시 월성동 동궁과 월지     | 목재   | 6.6 × 6.0     | 글자 판독 미해결, 연못 출토                                                                                      |
| 경상북도 경주시 월성동 황룡사지        | 토제   | 4.9 × 4.5     | 전서(篆書)체의 ‘당(堂)’ 하나만 음각, 절터에서 출토                                                               |
| 경상북도 경주시 월성동 황룡사지        | 청동   | 6.4 × 6.2     | 신라의 관인, 당서(唐書)체와 유사                                                                                 |
| 경기도 양주시 백석읍 대모산성          | 청동   | 3.6 × 3.6     | 현(縣) 단위의 지방관이 사용하던 관인                                                                             |
| 서울특별시 종로구 서울역사박물관       | 청동   | 4.1 × 4.1     | 무경대나마(武京大乃末)가 해서(楷書)체로 새겨짐, 관직명 대나마(大乃末)가 등장                                     |
| 경상북도 경주시 구황동 황룡사지        | 석재   | 5.8 × 5.8     | 글자 판독 미해결, 거란문(契丹文)일 가능성 제기                                                                   |
| 경상남도 함안군 함안면 성산산성        | 토제   | -             | 신라의 봉인(封印)                                                                                                |
| 강원도 삼척시 도계읍 흥전리사지        | 청동   | 5.1 × 5.1     | 범웅관아지인(梵雄官衙之印) 새겨짐, 글자를 돋을새김, 구첩전(九疊篆) 서체, 황룡사지 인장과 매우 유사, 통일신라시대 |
| 강원도 삼척시 도계읍 흥전리사지        | 청동   | 5.1 × 5.1     | ‘卍’ 모양에 선을 추가한 기하문(幾何文), 통일신라시대                                                             |

### 신라 인장 사진

신라의 인장. 황룡사지에서 출토된 청동 관인

## 참고 문헌
- 성인근(成仁根) (2008). 〈30 - 36〉. 《조선시대 印章 연구》 (박사(博士)). 한국학중앙연구원.
- 국가문화유산포탈 - 한국인장의 개요 문화재청

## 같이 보기
- 도장
- 삼국사기

## 참고 문헌
- 이 문서에는 문화재청에서 공공누리 제1유형으로 배포된 자료를 바탕으로 한 내용이 포함되어 있습니다.